# بیرون از زندگی
بیرون از زندگی (فرانسوی: Hors la vie‎) یک فیلم به کارگردانی مارون بغدادی است که در سال ۱۹۹۱ منتشر شد. از بازیگران آن می‌توان به ایپولیت ژیراردو اشاره کرد.